# Aeroportul Kikwit
Aeroportul Kikwit (IATA: KKW, ICAO: FZCA) este un aeroport din Kikwit, Provincia Kwilu, Republica Democratică Congo.
Situat la o altitudine de 479 m, aeroportul dispune de o singură pistă.